# Kamiyo-nanayo
Trong thần thoại Nhật Bản, Kamiyo-nanayo (神世七代 (Thần thế thất đại) Bảy thế hệ của các vị thần) là bảy thế hệ kami xuất hiện sau khi hình thành thiên đường và trái đất.
Theo Cổ sự ký, những vị thần này xuất hiện sau Kotoamatsu-kami. Hai thế hệ đầu tiên là độc thần, trong khi năm thế hệ sau đó đều xuất hiện thành cặp kami nam-nữ: các cặp đôi thần này là anh em và đều kết hôn với nhau. Trong biên niên sử này, Kamiyo-nanayo có tổng cộng 12 vị thần.
Ngược lại, trong biên niên Nhật Bản thư kỷ ghi lại rằng, nhóm thần này là những vị thần đầu tiên xuất hiện sau khi vũ trụ được tạo ra. Nó ghi lại rằng ba thế hệ kami đầu tiên là độc thần và các thế hệ còn lại là các cặp thần khác giới. Và, Nhật Bản thư kỷ sử dụng một cách viết khác để viết tên các vị thần.
Thế hệ cuổi cùng của Kamiyo-nanayo là cặp vợ chồng Izanagi và Izanami, hai kami đã tạo nên quần đảo Nhật Bản và giao chiến với các vị thần khác.

## Danh sách các vị thần của Kamiyo-nanayo
| Thế hệ | Tên theo Cổ sự ký                                    | Tên theo Cổ sự ký                                      | Tên theo Nhật Bản thư kỷ                             | Tên theo Nhật Bản thư kỷ                             |
| ------ | ---------------------------------------------------- | ------------------------------------------------------ | ---------------------------------------------------- | ---------------------------------------------------- |
| 1      | Kuninotokotachi (国之常立神 Kuninotokotachi-no-kami) | Kuninotokotachi (国之常立神 Kuninotokotachi-no-kami)   | Kuninotokotachi (国常立尊 Kuninotokotachi-no-mikoto) | Kuninotokotachi (国常立尊 Kuninotokotachi-no-mikoto) |
| 2      | Toyo-kumono-no-kami (豊雲野神 Toyo-kumo-no-no-kami)  | Toyo-kumono-no-kami (豊雲野神 Toyo-kumo-no-no-kami)    | Kuninosatsuchi (国狭槌尊 Kuninosatsuchi-no-mikoto)   | Kuninosatsuchi (国狭槌尊 Kuninosatsuchi-no-mikoto)   |
| 3      | Uhijini (宇比邇神 Uhijini-no-kami)                   | Suhijini (須比智邇神 Suhijini-no-kami)                 | Toyokumunu (豊斟渟尊 Toyokumunu-no-mikoto)           | Toyokumunu (豊斟渟尊 Toyokumunu-no-mikoto)           |
| 4      | Tsunuguhi (角杙神 Tsunuguhi-no-kami)                 | Ikuguhi (活杙神 Ikuguhi-no-kami)                       | Uhijini (泥土煮尊 Uhijini-no-mikoto)                 | Suhijini (沙土煮尊 Suhijini-no-mikoto)               |
| 5      | Ōtonoji (意富斗能地神)                               | Ōtonobe (大斗乃弁神)                                   | Ōtonoji (大戸之道尊 Ōtonoji-no-mikoto)               | Ōtomabe (大苫辺尊 Ōtomabe-no-mikoto)                 |
| 6      | Omodaru (淤母陀琉神 Omodaru-no-kami)                 | Aya-kashiko-ne (阿夜訶志古泥神 Aya-kashiko-ne-no-kami) | Omodaru (面足尊 Omodaru-no-mikoto)                   | Kashiko-ne (惶根尊 Kashiko-ne-no-mikoto)             |
| 7      | Izanagi (伊邪那岐神 Izanagi-no-kami)                 | Izanami (伊邪那美神 Izanami-no-kami)                   | Izanagi (伊弉諾尊 Izanagi-no-mikoto)                 | Izanami (伊弉冉尊 Izanami-no-mikoto)                 |